# Mongoloraphidia sororcula
Mongoloraphidia sororcula là một loài côn trùng trong họ Raphidiidae thuộc bộ Raphidioptera. Loài này được H. Aspöck & U. Aspöck miêu tả năm 1966.